# سرکم (مهر)
سرکم (مهر)، روستایی از توابع بخش اسیر شهرستان مهر در استان فارس ایران است.

## جمعیت
این روستا در دهستان دشت لاله قرار دارد و براساس سرشماری مرکز آمار ایران در سال ۱۳۸۵، جمعیت آن زیر سه خانوار بوده‌است.